# Chinesische Engelwurz
Die Chinesische Engelwurz (Angelica sinensis 当归) ist eine Pflanzenart aus der Gattung Engelwurzen (Angelica) innerhalb der Familie Doldenblütler (Apiaceae). Diese Heilpflanze stammt aus China.

## Beschreibung

### Erscheinungsbild, Wurzel und Blatt
Die Chinesische Engelwurz wächst als ausdauernde krautige Pflanze und erreicht Wuchshöhen von 0,4 bis 1 Metern. Die zylindrische Hauptwurzel verzweigt sich in viele sukkulente Seitenwurzeln und alle Wurzeln sind stark aromatisch. Der purpurfarben-grüne, gestreifte Stängel ist im oberen Bereich verzweigt.
Die wechselständig am Stängel angeordneten Laubblätter sind in Blattscheide, Blattstiel und Blattspreite gegliedert. Bei den Grundblättern und den unteren Stängelblättern sind die Blattstiele 5 bis 20 Zentimeter lang.

### Generative Merkmale
Die Blütezeit reicht in China von Juni bis Juli. Im endständigen, doppeldoldigen Blütenstand stehen viele Blüten zusammen.
Die Früchte reifen in China zwischen Juli und September. Die Doppelachäne zerfällt in zwei Teilfrüchte, die bei einer Länge von 4 bis 6 Millimetern sowie einem Durchmesser von 3 bis 4 Millimetern ellipsoid oder fast kreisförmig sind.

### Chromosomenzahl
Die Chromosomenzahl beträgt 2n = 22.

## Vorkommen
Die zwei Varietäten gedeihen wild oder kultiviert in Wäldern und im Gebüsch in Höhenlagen von 2500 bis 3000 Metern in den chinesischen Provinzen Sichuan, Gansu, Hubei, Shanxi und Yunnan.

## Chinesische Engelwurz in der Traditionellen Chinesischen Medizin
Schon im ältesten chinesischen Heilpflanzenbuch, dem Shennong ben cao jing, wurden die Wurzeln der Chinesischen Engelwurz (当归) prominent behandelt. Als Hauptwirkung wurde der Aufbau und die Harmonisierung des Blutes (补血活血) angegeben. Dadurch sollte vor allem die weibliche Fruchtbarkeit positiv beeinflusst werden.
Die aktuell gültigen chinesischen Arzneibücher empfehlen die Droge bei folgenden Erkrankungen: Welk-gelbe Gesichtsfarbe bei Blut-Leere, Schwindel und Herzklopfen, Menstruationsbeschwerden, Ausbleiben der Regelblutung, Leere-Kälte-Bauchschmerz, Darm-Trockenheits-Stuhlverstopfung, Wind-Feuchtigkeits-Rheuma, Unfallverletzungen, Geschwüre. Die Einnahme der chinesischen Heilpflanze erfolgt meistens in Form von Tee oder Kapseln.

## Jean-Baptiste Du Halde
Die Chinesische Engelwurz wurde im 18. Jh. durch den Jesuitenmissionar und Sinologen Jean-Baptiste Du Halde in Europa bekannt gemacht.

## Eumenol
Unter dem Namen «Eumenol» vertrieb die Darmstädter Firma E. Merck von 1899 bis 1962 Drogenauszüge aus der Wurzel der Chinesischen Engelwurz als „ungiftiges Emmenagogum“. 1899–1959 als «Eumenol-Flüssigkeit» (Fluidextrakt), 1914–1962 als «Eumenol-Tabletten». Als Indikationen des «Eumenol» wurden angegeben: zu seltene Menstruationsblutung, zu schwache Menstruationsblutung, Ausbleiben der Menstruationsblutung und Menstruationsbeschwerden. Von 1899 bis 1910 wurden vier klinische Fallstudien veröffentlicht, in denen über die Wirkung der Gabe von dreimal täglich 5 ml eines Fluidextrakts der Wurzel von Angelica sinensis («Eumenol») bei Menstruationsstörungen berichtet wurde.
Nach 1960 wurden Hormone zur Behandlung der Krankheiten eingesetzt, für die von 1899 bis 1962 das «Eumenol» verschrieben wurde.
In einer randomisierten, doppelblinden, placebokontrollierten klinischen Studie zeigten Dang-gui-Extrakte bei der Behandlung von Hitzewallungen in der Menopause keine besseren Resultate als Placebo. Andererseits werden die Östrogen- und Serotonin-Aktivitäten von Zubereitungen aus Dang gui kontrovers diskutiert. Dang gui enthält eine Butylidenephthalide genannte Verbindung, die in vitro krampflösend wirkt und die Krämpfe der Gebärmuttermuskulatur lösen könnte. Diese Vermutung muss noch durch klinische Versuche überprüft werden.